# Väinö Korhonen
Väinö Korhonen (né le 21 décembre 1926 à Jääski en Finlande (aujourd'hui Lessogorski en Russie) et mort le 13 décembre 2018 à Lohja) est un pentathlonien finlandais. Il participe aux Jeux olympiques d'été de 1956 où il remporte deux médailles de bronze en pentathlon moderne.

## Palmarès

### Jeux olympiques
- Jeux olympiques de 1956 à Melbourne,  Australie
  -  Médaille de bronze dans l'épreuve individuelle.
  -  Médaille de bronze dans l'épreuve par équipe[1].